# Profesor Iglesias
Profesor Iglesias – amerykański internetowy serial (sitcom) wyprodukowany przez Hench in the Trench Productions oraz Fluffy Shop Studios, którego twórcą jest Kevin Hench.
Wszystkie 10 odcinków pierwszej serii zostało udostępnionych 21 czerwca 2019 roku na platformie Netflix.

## Fabuła
Serial opowiada o Gabrielu "Gabe" Iglesiasie, nauczycielu historii, który pomaga swoim uzdolnionym uczniom.

## Obsada

### Główna
- Gabriel Iglesias jako Gabriel "Gabe" Iglesias[3]
- Sherri Shepherd jako Paula Madison[4]
- Jacob Vargas jako Tony Ochoa[5]
- Maggie Geha jako Abigail "Abby" Spencer[5]
- Richard Gant jako Ray Hayward[6]
- Cree Cicchino jako Marisol Fuentes[5]
- Fabrizio Guido jako Mikey Gutierrez[7]

### Drugoplanowa
- Oscar Nunez jako Carlos
- Tucker Albrizzi jako Walter
- Gloria Aung jako Grace
- Bentley Green jako Rakeem Rozier
- Kathryn Feeney jako Katie
- Christopher McDonald jako trener Dixon

## Odcinki
| Sezon 1 | Sezon 1                      | Sezon 1                 | Sezon 1              | Sezon 1            | Sezon 1                   |
| #       | Tytuł                        | Reżyseria               | Scenariusz           | Premiera w Netflix | Premiera w Netflix Polska |
| ------- | ---------------------------- | ----------------------- | -------------------- | ------------------ | ------------------------- |
| 1       | Some Children Left Behind    | Andy Ackerman           | Kevin Hench          | 21 czerwca 2019    | 21 czerwca 2019           |
| 2       | Summer School                | Leonard R. Garner Jr.   | Luisa Leschin        | 21 czerwca 2019    | 21 czerwca 2019           |
| 3       | Full Hearts, Clear Backpacks | Phill Lewis             | Isaac Gonzalez       | 21 czerwca 2019    | 21 czerwca 2019           |
| 4       | The Wagon                    | Phill Lewis             | Peter Murrieta       | 21 czerwca 2019    | 21 czerwca 2019           |
| 5       | Everybody Hates Gabe         | Leonard R. Garner Jr.   | Sam Sklaver          | 21 czerwca 2019    | 21 czerwca 2019           |
| 6       | Bullying                     | Victor Gonzalez         | Jacque Edmonds Cofer | 21 czerwca 2019    | 21 czerwca 2019           |
| 7       | Talent Show                  | Trevor Kirschner        | Julia Ahumada Grob   | 21 czerwca 2019    | 21 czerwca 2019           |
| 8       | Teachers' Strike             | Jody Margolin Hahn      | Aaron Serna          | 21 czerwca 2019    | 21 czerwca 2019           |
| 9       | Oh Boy, Danny                | Jody Margolin Hahn      | Chris Garcia         | 21 czerwca 2019    | 21 czerwca 2019           |
| 10      | Academic Decathlon           | Gloria Calderón Kellett | D.J. Ryan            | 21 czerwca 2019    | 21 czerwca 2019           |

## Produkcja
26 kwietnia 2018 roku platforma Netflix ogłosiła zamówienie pierwszego sezonu komedii, w którym tytułową rolę otrzymał Gabriel Iglesias.
W sierpniu 2018 roku poinformowano, że Cree Cicchino, Maggie Geha oraz Jacob Vargas dołączyli do obsady.
W kolejnym miesiącu ogłoszono, że obsada powiększyła się o: Richarda Ganta,  Tuckera Albrizzi oraz Sherri Shepherd.
Na początku października 2018 roku poinformowano, że Fabrizio Guido otrzymał rolę jako Mikey Gutierrez.